# Sadāparibhūta
Der Bodhisattva Sadāparibhūta (Jap. Fukyō oder Jōfukyō; dt. Übersetzung: Niemals Verachtender) taucht im 20. Kapitel des Lotos-Sutra auf, welches auch nach ihm benannt ist.
Charakteristisch für Sadāparibhūta ist der Respekt, welchen er allen Wesen entgegenbringt und ihnen mit folgenden Worten, laut Lotos-Sutra, begegnet: „Ich verehre Euch tief. Niemals will ich Euch verlachen oder verachten. Warum? Ihr geht alle den Weg des Bodhisattva und werdet es erlangen, dass ihr Buddha werdet.“